# Probopyrus pandalicola
Probopyrus pandalicola là một loài chân đều trong họ Bopyridae. Loài này được Packard miêu tả khoa học năm 1879.